# نوريس دبليو. أوفرتون
نوريس دبليو. أوفرتون (بالإنجليزية: Norris W. Overton)‏ هو ضابط أمريكي، ولد في 6 يناير 1926.